# トロイの部屋のコーヒーポット

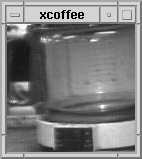
XCoffeeで表示したコーヒーメーカーの映像

トロイの部屋のコーヒーポット（トロイのへやのコーヒーポット、英語: Trojan Room coffee pot）は、かつてケンブリッジ大学計算機研究所内の「トロイの部屋」と呼ばれた部屋に設置されていたコーヒーメーカーである。1991年にクエンティン・スタッフォード＝フレイザー(Quentin Stafford-Fraser)とポール・ジャデツキー(Paul Jardetzky)によって、その映像をカメラで写したものがネットワーク上に公開された。1993年にWorld Wide Webに移行し、世界初のWebカメラとなった。
これは、この研究所に所属する人たちが、コーヒーを飲みに来たのに空になっていてがっかりすることがないように、カメラを設置してコーヒーメーカーの映像を配信し、ネットワーク上のコンピュータからコーヒーの残量がわかるようにしたものである。その数年後の1993年、このカメラがインターネットに接続されると、普及し始めたばかりのWorld Wide Webにおいて世界的に有名になった。このWebカメラは2001年に撤去された。

## 開発

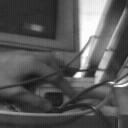
Webカメラに最後に写った映像。サーバを止めるためにスイッチに伸ばした手が写っている。

128×128ピクセルのグレースケールのカメラが、Acorn Archimedesに搭載されたビデオキャプチャカードを介して、研究室のローカルネットワークに接続されていた。研究者のスタッフォード＝フレイザーがX Window Systemプロトコルによるクライアントソフト"XCoffee"を作成し、同僚のジャデツキーがサーバプログラムを書いた。
1993年にWebブラウザが画像を表示する機能を持つようになり、WWWで簡単に画像をユーザーに提供できるようになった。そこで、同年11月、コンピュータ科学者のダニエル・ゴードンとマーティン・ジョンソンによって、カメラをインターネットに接続し、HTTP経由でライブ映像が公開された。これにより、このライブ映像が世界中で見られるようになり、普及し始めたばかりのWWWにおけるランドマークとして親しまれるようになった。

## 停止
研究所が移転するのに伴い、このカメラは2001年8月22日09:54(UTC)に停止された。このカメラの停止については、『タイムズ』紙や『ワシントン・ポスト』紙の一面で取り上げられたほか、『ガーディアン』紙や『WIRED』誌にも記事が掲載された。
ライブ映像に写っていた複数のコーヒーメーカーのうち、クラップス社製のコーヒーメーカーは、eBayで競売に掛けられ、3,350ポンドでドイツのニュースサイト「デア・シュピーゲル・オンライン」が落札した。その後、クラップスの社員によって無償で改修され、同誌の編集部で再びスイッチが入れられた。 2016年夏以降、このコーヒーメーカーはパーダーボルンにあるコンピュータ博物館・ハインツ・ニクスドルフ博物館に永久貸与されている。